# Vestiges antiques de Riez
Les vestiges antiques de Riez sont des vestiges gallo-romains et médiévaux situés sur le territoire de la commune de Riez, dans le département français des Alpes-de-Haute-Provence, en France.

## Histoire

### Avant l'arrivée des Romains, les Reii
Riez est considérée comme l’ancienne capitale des Reii, peuple gaulois qui occupait la butte Saint-Maxime avant la conquête romaine. L’attribution de Riez aux Albices est abandonnée depuis les recherches de Guy Barruol dans les années 1950. Selon la Carte archéologique des Alpes-de-Haute-Provence, elle relevait soit des Salyens, soit des Voconces.

### Une colonie romaine
Les Romains fondent une colonie (la Colonia Julia Augusta Apollinarium Reiorum) dans la plaine, qui devient ensuite l'une des treize cités de droit latin de la Narbonnaise, ce qui lui permet de devenir un centre important,. Gouvernée par des quattuorvirs, elle bénéficie notamment de la construction, en l’an 3 apr. J.-C., d’une voie qui la relie à Aix et traverse le Verdon à Garruby. Une voie figurée sur la Table de Peutinger la reliait à Fréjus ; enfin, une troisième voie est identifiée en direction de Digne.
L’implantation d’une agglomération est attribuée à la présence d’une plaine alluviale (520 m d'altitude), et à la ligne de sources surgissant au pied de la commune. Les fouilles de Benjamin Maillet en 1842, récemment reprises (en 2003), ont mis au jour un complexe thermal romain. Deux nécropoles ont été fouillées, deux autres sont probables.

### Christianisation au Bas-Empire
Son siège épiscopal (dont  le premier titulaire connu est Maxime, précédemment abbé de Lérins, qui fut consacré vers 434, mourut probablement vers 460 et fut très tôt vénéré comme saint) et sa situation privilégiée (au carrefour entre trois vallées sur une des routes majeures reliant les Alpes à la Basse Provence) permirent ensuite à Riez de conserver son importance pendant tout le Moyen Âge. L’engorgement du Colostre, provoquant des inondations, poussa le village à s’implanter sur la colline Saint-Maxime, où l’évêché fut transféré. La plaine est de nouveau habitée seulement à partir du XIIe siècle.

## Vestiges

### Les colonnes de Riez
Les colonnes de Riez sont les vestiges d'un temple dédié à Apollon. Ils sont composés de quatre colonnes de style corinthien supportent trois éléments d'architrave. La colonnade se dresse dans un pré situé entre le Colostre et l'Auvestre : quatre colonnes romaines monolithes de granit gris, hautes de près de 5, 90 m. et surmontées de chapiteaux corinthiens en marbre blanc, supportent encore une architrave. Elles sont les derniers vestiges d'un temple dont certains ont supposé qu'il était dédié à Apollon, et qui pourrait dater de la fin du Ier siècle de notre ère. Leur particularité est d’avoir été conservées en place depuis l’Antiquité, à l’entrée de la ville. Les Colonnes de Riez ont été classées monument historique dès la liste de 1840,.

### Les thermes
Les thermes furent découverts en 1842, ont été fouillés à partir de 1970
. L'édifice est classé au titre des monuments historiques en 1983.

### Le baptistère
Le baptistère de Riez remonte probablement au Ve siècle. Bâti avec des matériaux antiques en remploi, il appartenait à un premier groupe cathédral aujourd'hui détruit. Comparable au baptistère de Fréjus, dans le Var, il est de plan octogonal inscrit dans une construction de plan carré ; quatre absidioles, dont l'une contient l’autel, se greffent sur les pans coupés et s'enfoncent dans la maçonnerie, sans faire saillie à l'extérieur. Huit colonnes antiques de granit surmontées de chapiteaux corinthiens de marbre, disposées en cercle, entourent la cuve baptismale, dont il ne reste que des débris. La coupole de l'édifice a été refaite au XIIe siècle.
Le baptistère de Riez est, comme la colonnade antique, classé monument historique depuis la liste de 1840,,.